# John Bodkin Adams
John Bodkin Adams, född 21 januari 1899 i Randalstown, County Antrim, död 4 juli 1983 i Eastbourne, East Sussex, var en brittisk läkare och misstänkt seriemördare. Mellan 1946 och 1956 misstänks han ha mördat minst 163 kvinnor, men i rätten friades han.

## Filmatisering
The Good Doctor Bodkin Adams - en TV-film från 1986.

## Böcker
- Sybille Bedford, The Best We Can Do
- Marshall Cavendish, Murder Casebook 40 Eastbourne's Doctor Death, 1990
- Pamela V. Cullen, "A Stranger in Blood: The Case Files on Dr John Bodkin Adams", London, Elliott & Thompson, 2006, ISBN 1-904027-19-9
- Patrick Devlin, Easing the passing: The trial of Doctor John Bodkin Adams, London, The Bodley Head, 1985
- Percy Hoskins, Two men were acquitted: The trial and acquittal of Doctor John Bodkin Adams
- Rodney Hallworth, Mark Williams, Where there's a will... The sensational life of Dr John Bodkin Adams, 1983, Capstan Press, Jersey ISBN 0-946797-00-5
- J.H.H. Gaute and Robin Odell, The New Murderer's Who's Who, 1996, Harrap Books, London
- John Surtees, The Strange Case of Dr. Bodkin Adams: The Life and Murder Trial of Eastbourne's Infamous Doctor and the Views of Those Who Knew Him, 2000